# Shidaisaurus
Shidaisaurus é um gênero de dinossauro do clado Tetanurae do Jurássico Médio da China. Há uma única espécie descrita para o gênero Shidaisaurus jinae. Seus restos fósseis foram encontrados na formação Lufeng na província de Yunnan.